# اسن‌دره (یوکسک‌اوا)
اسن‌دره (به ترکی استانبولی: Esendere، به کردی: Bajêrga Mezin، به ارمنی: Բաժերգյա) یک منطقهٔ مسکونی در ترکیه است که در ناحیه آناتولی شرقی واقع شده‌است. اسن‌دره ۱٬۴۷۳ نفر جمعیت دارد.